# Gerhard Possner
Gerhard Possner (* 6. Mai 1909 in Niederhermsdorf; † 20. Oktober 1944 in München) war Bergmann und Mitglied beziehungsweise Unterstützer der Widerstandsgruppe um Franz Zielasko.

## Wirken
Franz Zielsko war 1943 aus der Sowjetunion ins Ruhrgebiet aufgebrochen, um dort eine Widerstandsgruppe zu etablieren. Gerhard Possner soll Zielasko in dieser Zeit unterstützt und ihm Unterkunft geboten haben. Nachdem die Widerstandsgruppe im August 1943 durch die Gestapo zerschlagen worden war, wurden Possner und seine Ehefrau im Zuge einer Verhaftungswelle inhaftiert. Zielasko wurde während der Verhöre durch die Gestapo im Gladbecker Polizeigefängnis umgebracht, Possner vor dem Volksgerichtshof angeklagt. Am 21. Juni 1944 wurde Gerhard Possner wegen „organisatorischer Vorbereitung des Hochverrats und Feindbegünstigung zum Tode und dauerhaften Ehrverlust“ verurteilt. Am 20. Oktober 1944 wurde Gerhard Possner zusammen mit weiteren Mitgliedern der Gruppe um Franz Zielasko (Friedrich Struckmeier, Erich Porsch, Andreas Schillack sen., Andreas Schillack jun.) im Gefängnis München-Stadelheim mit dem Fallbeil hingerichtet.